# Carson Palmer
Carson Hilton Palmer (27 de dezembro de 1979 em Fresno, Califórnia) é um jogador aposentado de futebol americano que atuava como quarterback na National Football League (NFL).
Palmer jogou futebol americano universitário pela Universidade do Sul da Califórnia, vencendo o Troféu Heisman em 2002. Em 2003, foi selecionado como a primeira escolha do Draft da NFL pelo Cincinnati Bengals, equipe onde jogou até 2010. Ele então teve uma breve passagem pelo Oakland Raiders e depois foi para o Arizona Cardinals, equipe pela qual se aposentou em 2017. Palmer foi o primeiro quarterback da história a lançar 4 000 jardas em uma temporada por três equipes diferentes da NFL. Em 2021 ele entrou para o College Football Hall of Fame.

## Estatísticas

### Temporada Regular
| Ano   | Time  | Jogos | Jogos titular | Passando a bola | Passando a bola | Passando a bola | Passando a bola | Passando a bola   | Passando a bola | Passando a bola | Passando a bola | Correndo com a bola | Correndo com a bola | Correndo com a bola | Correndo com a bola | Sacks | Sacks           | Fumbles | Fumbles          |
| Ano   | Time  | Jogos | Jogos titular | Ten             | Comp            | Pct%            | Jardas          | Jardas por jogada | TD              | Int             | Rtg             | Ten                 | Jardas              | Média               | TD                  | Sacks | Jardas perdidas | Fumbles | Fumbles perdidos |
| ----- | ----- | ----- | ------------- | --------------- | --------------- | --------------- | --------------- | ----------------- | --------------- | --------------- | --------------- | ------------------- | ------------------- | ------------------- | ------------------- | ----- | --------------- | ------- | ---------------- |
| 2003  | CIN   | 0     | 0             | 0               | 0               | 0               | 0               | 0                 | 0               | 0               | 0               | 0                   | 0                   | 0                   | 0                   | 0     | 0               | 0       | 0                |
| 2004  | CIN   | 13    | 13            | 432             | 263             | 60,9%           | 2 897           | 6,7               | 18              | 18              | 77,3            | 18                  | 47                  | 2,6                 | 1                   | 25    | 178             | 2       | 2                |
| 2005  | CIN   | 16    | 16            | 509             | 345             | 67,8%           | 3 836           | 7,5               | 32              | 12              | 101,1           | 34                  | 41                  | 1,2                 | 1                   | 19    | 105             | 5       | 2                |
| 2006  | CIN   | 16    | 16            | 520             | 324             | 62,3%           | 4 035           | 7,8               | 28              | 13              | 93,9            | 26                  | 37                  | 1,4                 | 0                   | 36    | 233             | 15      | 7                |
| 2007  | CIN   | 16    | 16            | 575             | 373             | 64,9%           | 4 131           | 7,2               | 26              | 20              | 86,7            | 24                  | 10                  | 0,4                 | 0                   | 17    | 119             | 5       | 1                |
| 2008  | CIN   | 4     | 4             | 129             | 75              | 58,1%           | 731             | 5,7               | 3               | 4               | 69,0            | 6                   | 38                  | 6,3                 | 0                   | 11    | 67              | 2       | 0                |
| 2009  | CIN   | 16    | 16            | 466             | 282             | 60,5%           | 3 094           | 6,6               | 21              | 13              | 83,6            | 39                  | 93                  | 2,4                 | 3                   | 26    | 213             | 6       | 2                |
| 2010  | CIN   | 16    | 16            | 586             | 362             | 61,8%           | 3 970           | 6,8               | 26              | 20              | 82,4            | 32                  | 50                  | 1,6                 | 0                   | 26    | 201             | 7       | 3                |
| 2011  | OAK   | 10    | 9             | 328             | 199             | 60,7%           | 2 753           | 8,4               | 13              | 16              | 80,5            | 16                  | 20                  | 1,3                 | 1                   | 17    | 119             | 2       | 1                |
| 2012  | OAK   | 15    | 15            | 565             | 345             | 61,1%           | 4 018           | 7,1               | 22              | 14              | 85,3            | 18                  | 36                  | 2                   | 1                   | 26    | 199             | 7       | 5                |
| 2013  | ARI   | 16    | 16            | 572             | 362             | 63,3%           | 4 274           | 7,5               | 24              | 22              | 83,9            | 27                  | 3                   | 0,1                 | 0                   | 41    | 289             | 6       | 3                |
| 2014  | ARI   | 6     | 6             | 224             | 141             | 62,9%           | 1 626           | 7,3               | 11              | 3               | 95,6            | 8                   | 25                  | 3,1                 | 0                   | 9     | 59              | 3       | 1                |
| 2015  | ARI   | 16    | 16            | 537             | 342             | 63,7%           | 4 671           | 8,7               | 35              | 11              | 104,6           | 25                  | 24                  | 1,0                 | 1                   | 25    | 151             | 6       | 2                |
| 2016  | ARI   | 15    | 15            | 597             | 364             | 61,0%           | 4 233           | 7,1               | 26              | 14              | 87,2            | 14                  | 38                  | 2,7                 | 0                   | 40    | 281             | 14      | 4                |
| 2017  | ARI   | 7     | 7             | 267             | 164             | 61,4%           | 1 978           | 7,4               | 9               | 7               | 84,4            | 14                  | 12                  | 0,9                 | 0                   | 22    | 150             | 2       | 0                |
| Total | Total | 182   | 181           | 6 347           | 3 941           | 62,5%           | 46 247          | 7,3               | 294             | 187             | 87,9            | 301                 | 474                 | 1,6                 | 8                   | 340   | 2 364           | 82      | 33               |

### Playoffs
| Ano   | Time  | Jogos | Jogos titular | Pasando a bola | Pasando a bola | Pasando a bola | Pasando a bola | Pasando a bola    | Pasando a bola | Pasando a bola | Pasando a bola | Correndo com a bola | Correndo com a bola | Correndo com a bola | Correndo com a bola |
| Ano   | Time  | Jogos | Jogos titular | Ten            | Comp           | Pct%           | Jardas         | Jardas por jogada | TD             | Int            | Rtg            | Ten                 | Jardas              | Média               | TD                  |
| ----- | ----- | ----- | ------------- | -------------- | -------------- | -------------- | -------------- | ----------------- | -------------- | -------------- | -------------- | ------------------- | ------------------- | ------------------- | ------------------- |
| 2005  | CIN   | 1     | 1             | 1              | 1              | 100%           | 66             | 66,0              | 0              | 0              | 0              | 0                   | 0                   | 0                   | 0                   |
| 2009  | CIN   | 1     | 1             | 36             | 18             | 50%            | 146            | 4,06              | 1              | 1              | 58,3           | 1                   | 2                   | 2,00                | 0                   |
| 2015  | AZ    | 2     | 2             | 81             | 48             | 59,3%          | 548            | 7,2               | 4              | 6              | 67,1           | 0                   | 0                   | 0.0                 | 0                   |
| Total | Total | 4     | 4             | 118            | 67             | 56,8%          | 760            | 6,7               | 5              | 7              | 66,9           | 1                   | 2                   | 2,0                 | 0                   |